# 孝德顯皇后
孝德顯皇后（穆麟德轉寫：hiyoošungga erdemu iletu hūwangheo；1831年4月12日—1850年1月24日），薩克達氏。原為镶藍旗满洲人，后抬镶黄旗满洲。她是太常寺少卿富泰和愛新覺羅氏（鄭慎親王烏爾恭阿第三女）的女兒，兵部員外郎祺昌和納喇氏的孫女，刑部尚書明山和庫爾氏的曾孫女。

## 經历
道光二十七年，经清宣宗指婚与皇四子奕詝为嫡福晋。道光二十七年十月二十五日，行初定礼。道光二十八年二月二十七日，行大婚礼，册封为皇子福晋。道光二十九年十二月十二日巳时崩。十二月十八日奉移田村暂安。
道光三十年正月，皇四子奕詝继位，是为清文宗，上谕追封皇后。十月二十七日，以庄亲王奕仁为正使，成郡王载锐为副使，册谥为孝德皇后。十月二十八日，颁诏天下。咸丰十一年十二月，尊谥曰孝德温惠淑诚顺慈庄恭天赞圣显皇后。
同治元年九月，由田村移往静安庄暂安。同治元年十月，升祔奉先殿。同治四年九月二十二日辰时，与清文宗合葬定陵地宫，升祔太庙。光绪元年六月，加上尊谥“恪慎”二字。光绪三十三年十二月，溥儀继位，加上尊谥“徽懿”二字，是為孝德溫惠誠順慈莊恪慎徽懿恭天贊聖顯皇后。

## 事跡
根据清中后期皇子成婚的惯例，薩克達氏应该是在常规或临时的外八旗选秀中，被选中作为皇四子奕詝的嫡福晉而指婚的。从后来清文宗诏书中提到的言词来看，应该是清宣宗亲自为皇四子选定的，时间大概是道光二十七年的年初或年中。随后，在道光二十七年十月二十五日，清宣宗命当时的皇四子去行了初定礼，并且在第二年的二月二十七日行大婚礼。这样薩克達氏就以皇四子嫡福晋的身份入了宫。
薩克達氏在道光二十八年二月二十七日入宫，经过了一年多的时间，便在道光二十九年十二月十二日巳时去世，值得一提的是，恭慈皇太后鈕祜祿氏於前一天崩逝（道光二十九年十二月十一日）。后来清文宗將其追封為皇后，并将册谥皇后的事情颁诏天下，诏书中提到：“皇后萨克达氏，门积庆灵，家崇礼教。英媛表异，瞻凤集而翔仁。皇俪来嫔，迓鸿庥而勰度。逮事皇祖妣孝和睿皇后，善承色笑，克励婉心。兰殿春融，奉槃匜而手进。椒闱夏敞，洁滫瀡以躬亲。祗奉皇考宣宗成皇帝，恪勤之礼，翕习于上仪诚敬之忱。修成夫内则，惟禔躬以仁顺。”
薩克達氏入宫之后，身体便愈发虚弱，其去世更是比较突然的。根据清宫医案记载，道光二十八年二月入宫的薩克達氏，在八月便风寒外感。道光二十九年闰四月，又多了湿症。到了当年七月，“内有寒饮，外受暑湿”，身体已经很弱。九月底十月初，又因“血虚肝风”长期卧病，其治疗时间相当长，一直很虚弱。到了当年十二月初，薩克達氏身体似乎见好，十二月初七日，“由园至所内，神气俱好，四肢亦可动转，惟气血尚弱，有时咳嗽。”结果十二月初十日，虚弱受风，再次不适，十一日时尚好，當天恭慈皇太后崩逝。翌日，亦即十二日薩克達氏突然转重，当天便去世了。有专门学者分析其医案，认为是长期患有肝病，以至于气血虚弱，“血枯肝风之症由来已久，累及心脾亦虚。”
薩克達氏去世一个月之后，清宣宗就病故，她的丈夫皇四子奕詝继位，也就是清文宗。刚刚继位的清文宗下旨说道：“朕元妃萨克达氏，应追封为皇后。所有应行典礼，该衙门察例具奏。”到了当年年底的十二月十二日，是薩克達氏的周年忌辰，清文宗又下旨：“孝德皇后之母家著抬入镶黄旗”。不過，薩克達氏的父親富泰沒有兒子，便過繼其侄德懋，抬旗与世袭罔替公爵的身份則由德懋承襲。

## 延伸阅读
[在维基数据编辑]
 《清史稿/卷214》，出自趙爾巽《清史稿》
 在维基共享资源阅览影像